# الصليبة (اللاذقية)
الصليبة باللفظ المحلي تسكن الصاد وترفع اللام (الصْلَيبة).
الصليبة أقدم أحياء مدينة اللاذقية، وأحد أكبرها، يتميز بموقعه في وسط المدينة وبالمرافق الهامة التي يحويها مثل المشفى الوطني. نتيجة التوسع العمراني ودخول الحداثة إلى اللاذقيّة، يمكن تمييز الشوارع العريضة والأبنية الحديثة في الحي من جهة والأزقة الضيقة والمسقوفة من جهة ثانية. يحوي الحي على عدد من الأسواق الشعبيّة والحديثة، لعلّ شوارع بور سعيد واليرموك وميلسون وبغداد أهم شوارع الحي فضلاً عن ساحة أوغاريت وساحة بور سعيد، في حين تعتبر حديقة أبي تمام أهم حدائق الحي العامة وأكبرها.
للحي مختار خاص يديره، إداريًا فإن الحي يبدأ من ساحة أوغاريت وحتى الكورنيش المطل على البحر مع التمييز بين الصليبة ومشروع الصليبة القريب من البحر والذي بني على أساس كونه مساكن للضباط ثم اكتسب صفة مدنيّة عامة كتوسع للحي؛ أهل المدينة يميزون عدد من المناطق والتقسيمات الفرعيّة على هوامش الحي غير أنها تعتبر تابعة له من الناحية الإداريّة؛ أما الحدود الإدارية فله حدود مع الطابيات والعوينة والشيخ ضاهر والقلعة والكورنيش الجنوبي.
أغلب سكان الحي من المسلمين السنّة هناك أيضًا مسيحيين، في الحي عدد من المساجد الهامة مثل جامع الصليبة وجامع الخشاش وجامع الإمشاطي ومسجد الضحى وجامع ياسين والحسين وحوريّة والفتاحي والجود، كما يحوي على كنيستين هما كنيسة سيدة اللاذقية المارونية وكنيسة قلب يسوع اللاتين، إلى جانب دير لراهبات العائلة المقدسة المارونيات. تقيم في الحي عدد من العائلات الشهيرة في المدينة، ولسكانه لكنّة خاصة ضمن اللهجة السورية عامة مميزة لهم.
أصل التسمية قد تعود لتصالب شوارعه، سيّما الشارعين المتصالبين الذين يلتقيان عند قوس النصر من أيام الحكم الروماني، أو لأن الصليبيين استقروا في الحي دونًا عن سائر أحياء اللاذقية القديمة. وهو يحوي آثارًا رومانية ومملوكية وعدد من الأبنية التي ترقى لأواخر العهد العثماني وبداية القرن العشرين سيّما الخانات والمقاهي الشعبية، بعض المعالم التراثية هدمت مثل حمام القيشاني الذي هدم خلال بناء «مشروع الصليبة».
يشهد الحي، منذ اندلاع الانتفاضة السورية ضد حكم البعث في 15 آذار 2011، حراكًا ومظاهرات أسبوعيّة، أفضت إلى مداهمات واعتقالات؛ كما يقوم شبيحة باقتحام الحي على فترات زمنية مختلفة. حاول الأهالي في نيسان 2011 الاعتصام في شارع بور سعيد، غير أن الأمن قام بتفريقهم بعد أيام مستخدمًا الرصاص ما أدى إلى سقوط عدد من القتلى فيما يعرف محليًا باسم «مجزرة بن العلبي»، والتي تعرف أيضًا باسم «مجزرة عيد الاستقلال» لكونها قد وقعت في اليوم الوطني السوري.

## صور

الصليبة
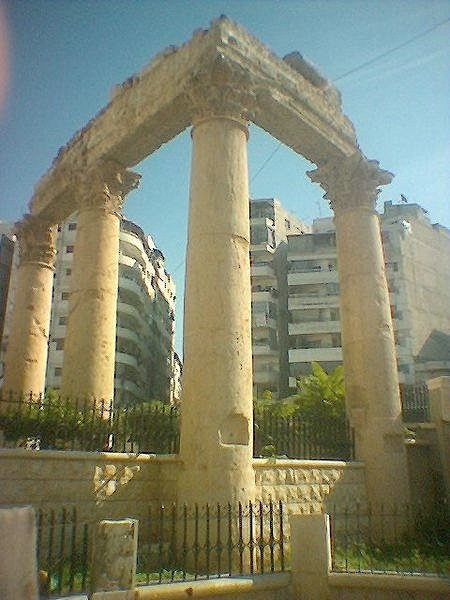
الأعمدة الستة الباقية من معبد باخوس
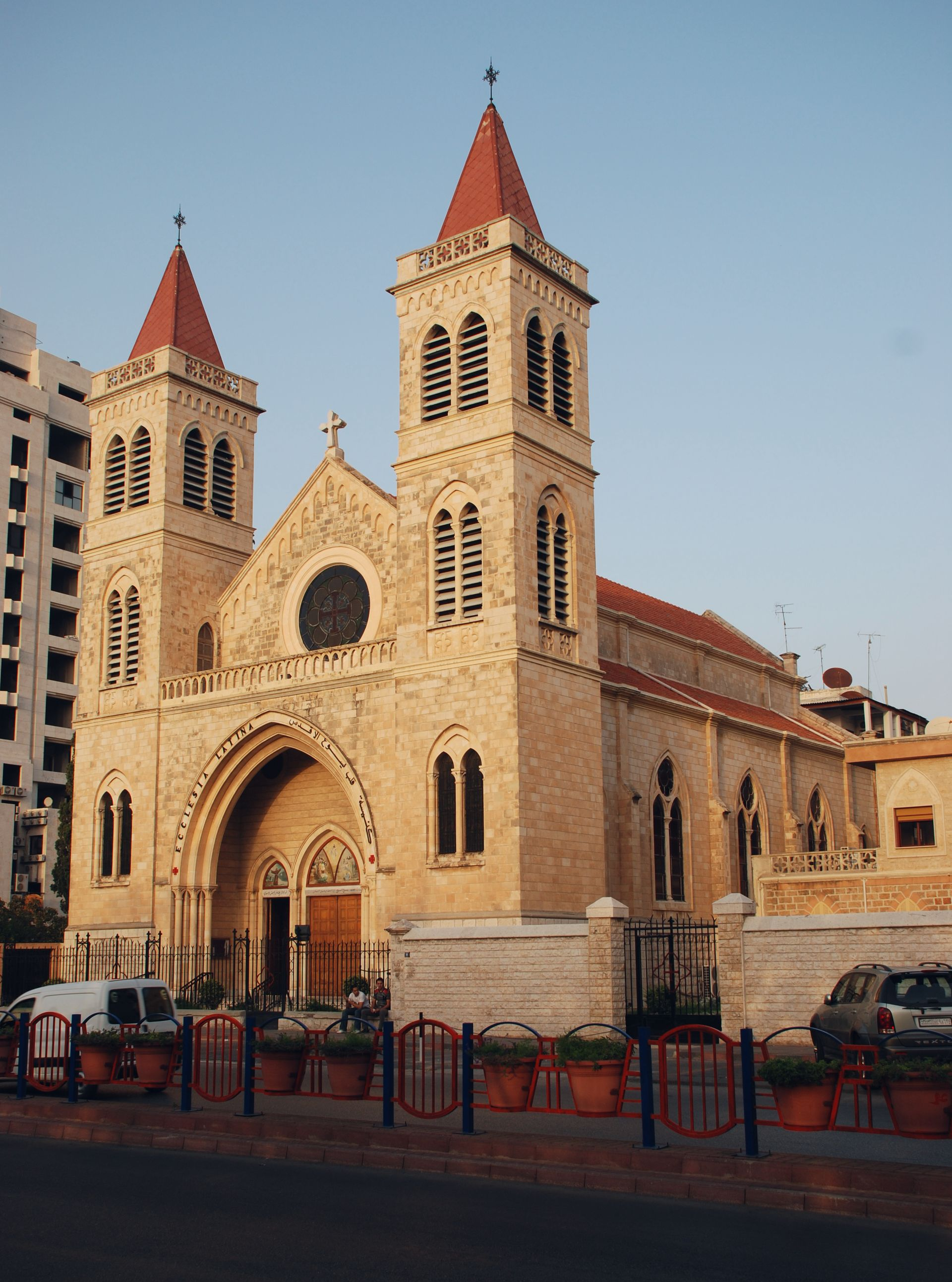
كنيسة اللاتين، بنيت أواخر القرن التاسع عشر
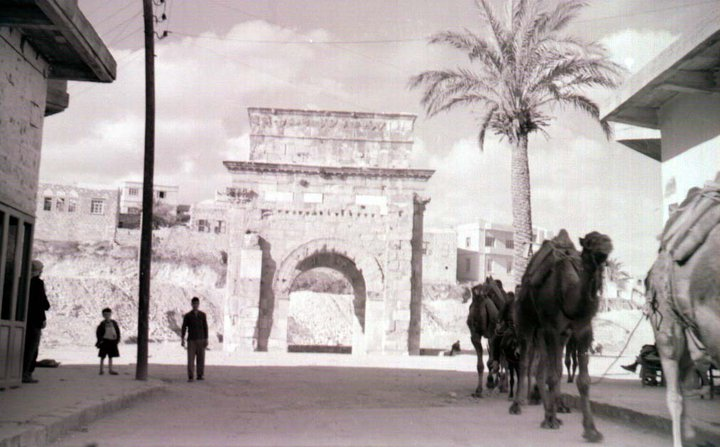
قوس النصر، بداية القرن العشرين